# Formato Leica 24x36

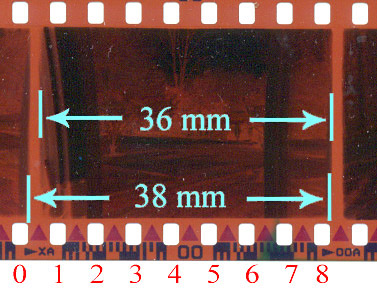
Fotogramma 36 × 24 mm

Il formato Leica 24x36 (o formato Leica o formato 24x36), in fotografia, è il fotogramma di dimensioni 36 × 24 mm, con rapporto d'aspetto 3:2 e con diagonale di circa 43 mm, adottato sulla pellicola da 35mm fin dal 1913 da usare con le fotocamere Leica (da Leitz camera, fotocamera della Leitz) e le successive Leica M (tutt'oggi in uso). Il formato 24x36 è divenuto presto un formato fotografico strandard e tra i più commerciali, usato massivamente con le fotocamere di piccolo formato, per buona parte del XX secolo, da circa gli anni 20 al nuovo millennio, ma ancora in uso tra gli stimatori della pellicola, e soprattutto come formato full-frame su molte fotocamere digitali per professionisti. 

## Storia
Tutto ebbe inizio nel 1913, quando l'ingegnere tedesco Oskar Barnack, lavorando presso la E. Leitz di Wetzlar, stava ideando per il mondo cinematografico un modo più pratico e più preciso di quello corrente, di esporre la pellicola cinematografica da 35 mm, per valutare i tempi di esposizione del girato. Costruì così una sorta di scatoletta (piccola camera oscura) alla quale agganciare un obiettivo foto-cinematografico, e dentro la quale inserire all'incirca 1 metro di pellicola preforata, pronta per essere esposta. Ma per migliorare la valutazione delle esposizioni, nella produzione dei film, decise di raddoppiare la superficie del fotogramma, portandolo da 24×18 a 24×36 mm.  
La scatoletta di Barnack ebbe un discreto successo in ambiente cinematografico, ma molto di più in ambiente fotografico. Oskar era un grande appassionato di fotografia, e si costruì un prototipo per sé stesso, la UR-Leica, che piacque molto anche ad Ernst Leitz, il quale decise di produrla e di venderla come una vera fotocamera.  
     Piccolo formato
     Medio formato
     Grande formato

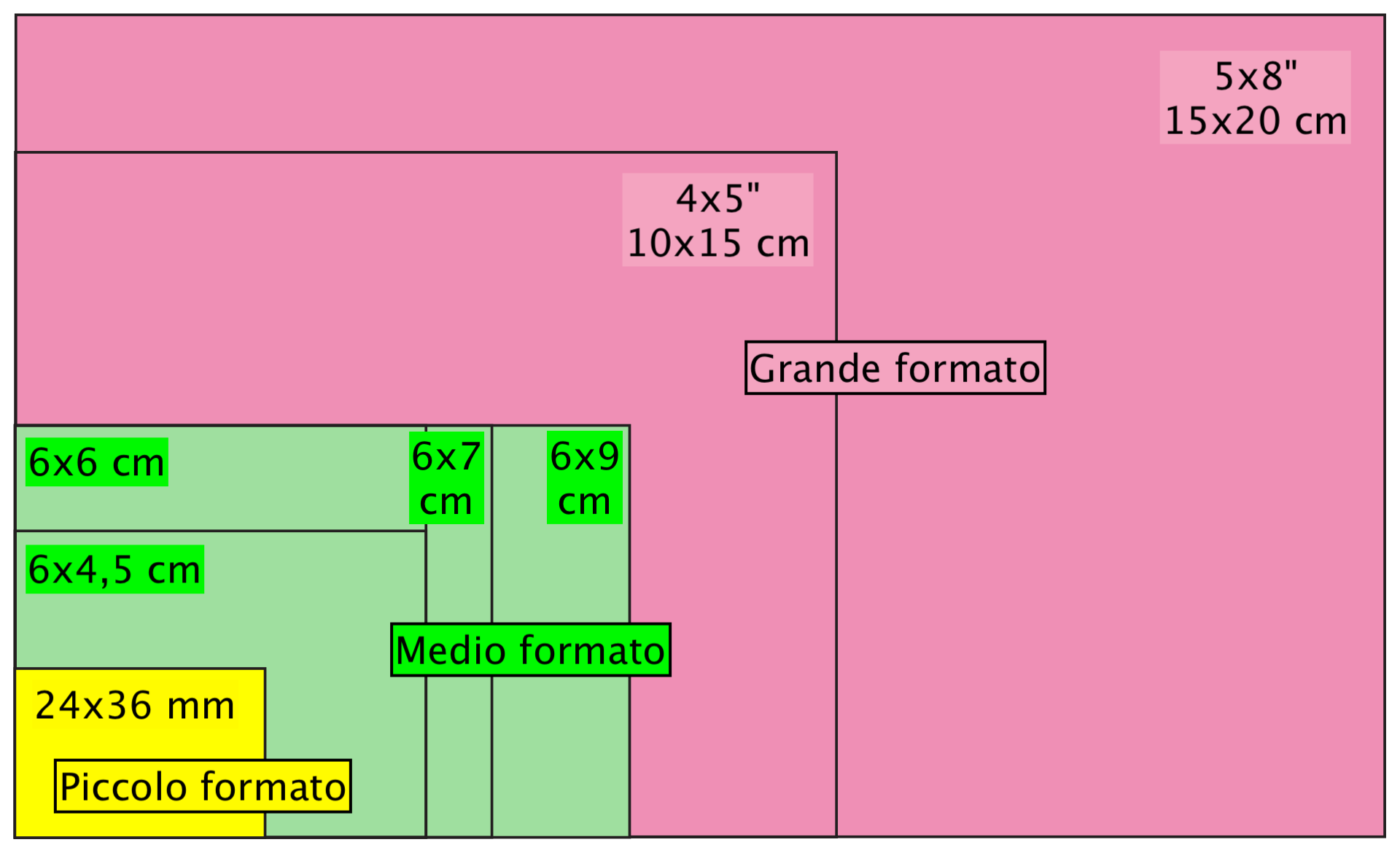
Piccolo formato
Medio formato
Grande formato

In quel momento, nacque il nuovo formato fotografico 24×36 che tutti conoscono, con un rapporto d'aspetto differente dal tipico 4:3 del cinema (24×18 mm), che fu poi adottato anche dalla TV, e di altri formati fotografici dell'epoca.
Il nuovo formato Leica (così chiamato in onore a Barnack e la sua Leica) prese piede dal primo dopoguerra (anni 1920), tanto che già nel 1934, la Kodak mette in commercio i rullini 135, studiati come pratici caricatori per le varie fotocamere Leica e le altre foto-cinecamere dei tempi, e caricati generalmente con 1,6 metri di pellicola cinematografica da 35 mm. 
La documentazione fotografica dell'alluvione di Wetzlar realizzata da Barnack nel 1920, viene considerata il primo esempio di fotogiornalismo realizzato con una «fotocamera 35mm».

## Evoluzione
Col tempo, il 24x36 diventa il formato fotografico più popolare e più comune nella fotografia di massa, usato fino ad oggi con le fotocamere di «piccolo formato» (per differenziarle da quelle di medio e di grande formato). Ciò impose l'uso della pellicola cinematografica da 35 mm anche in fotografia, che comunque adottò vari altri formati di fotogramma, tipo il mezzo formato 24×18 mm ed altri più piccoli e più grandi. Molti altri produttori di fotocamere in tutto il mondo, tentano la strada della Leica, già dai primi anni. Il successo delle Leica, porta alla nascita di altri modelli simili, da parte di una serie di concorrenti europei, come la Zeiss Contax del 1932 e vari altri nel mondo, come i nipponici Kwannon (Canon) e Nippon kōgaku (Nikon). E questo tipo di macchine si impose velocemente come il formato di scelta per fotocamere «compatte» di fascia alta.
Dalle Leica nascono anche le prime reflex di piccolo formato. Nel 1946 arriva la prima reflex 35 mm a pentaprisma della storia, la Rectaflex di Telemaco Corsi, geniale imprenditore romano, che la presenta alla Fiera Campionaria di Milano, macchina che usufruiva dello stigmometro, ideato dal Dott. Luigi Picchioni, per la messa a fuoco. Dopo di questa ci furono tante altre fotocamere reflex di piccolo formato a pellicola, ma tutte con lo stessofattore di forma delle Leica. Queste reflex durarono più di mezzo secolo, finché il digitale le escluse dal mercato.
Dal secondo millennio, il formato Leica è presente anche sui sensori digitali, che per dimensione vengono chiamati full-frame (fotogramma intero o cornice completa); partendo dalla Leica M9 del 2009, la Leica M10 del 2017, e fino alla Leica M11 del 2022. Anche molti altri marchi (tipo, Canon, Nikon, Pentax, ecc) adottarono questo formato, poi anche in digitale.

### 35 mm
Indubbiamente, c'è un filo robusto che lega la pellicola da 35 mm con i rullini 135 e il formato Leica 24×36, ma è spesso motivo di espressioni idiomatiche e di luoghi comuni non sempre coerenti: il fatto che la pellicola cinematografica da 35 mm sia stata usata anche in fotografia, non da diritto a nessuno di considerarla e/o di confonderla con un formato di fotogramma (per di più fotografico). Per cui, dire e/o usare locuzioni del tipo “35mm = full-frame” o “35mm = 24×36” o “pellicola 24×36”, porta solo a confondere le corrette informazioni con quelle errate, danneggiando in qualche modo chiunque le legga.
La pellicola da 35 mm è stata, è, e resta esclusivamente un formato di film cinematografico, come ce ne sono stati altri (tipo, 8 mm, 16 mm, 70 mm, ecc), ed eventualmente risulta quello più usato dalla invenzione del cinema ad oggi, ma dove però i fotogrammi erano più simili a 24×18 mm (tipo, 21×16, 20×15, ecc), sia lineari (o normali) che anamorfici.
Da quando anche il cinema è evoluto in favore della tecnologia digitale, la pellicola da 35 mm non viene più usata (o solo raramente), e così, al suo posto stanno emergendo vari sensori di dimensioni sempre più ampie, rispetto al tipico fotogramma 24×18 mm della pellicola, finanche di 37×25 mm circa, con risoluzioni a 8K e 90 fps. Ma come nel cinema a pellicola, anche in quello digitale vengono utilizzate ottiche anamorfiche, per raggiungere i rapporti d'aspetto tipo 2,40:1 del CinemaScope. E parallelamente, è da tempo ormai che alcune fotocamere con sensori full-frame, vengono usate anche nel cinema o progettate per la produzione di filmati; tuttavia, in genere non viene mai usato il formato intero, ma solo un ritaglio o una parte dei pixel, adeguata ad ottenere almeno un aspetto 16:9 (TV) o altri rapporti adatti più o meno anche al cinema.